# Вишневский, Михаил Григорьевич
Михаил Григорьевич Вишневский (11 мая 1918, с. Новомихайловское, Лабинский отдел, Кубано-Черноморская область, РСФСР — 24 февраля 1945, дер. Вильмансдорф, Нижняя Силезия, Нацистская Германия) — участник Великой Отечественной войны, командир батальона 292-го гвардейского стрелкового полка (97-я гвардейская стрелковая дивизия, 32-й гвардейский стрелковый корпус, 5-я гвардейская армия, 1-й Украинский фронт), гвардии майор. Герой Советского Союза.

## Биография
Родился 11 мая 1918 года в с. Новомихайловское, ныне Гулькевичского района Краснодарского края, в семье крестьянина. Русский. В раннем возрасте Михаила его родители переехали на хутор Заря Свободы (территория современного Кочубеевского района Ставропольского края).
В 1925 году окончил семилетнюю школу на хуторе Заря Свободы. После школы и до призыва в армию работал чабаном в родном колхозе вместе с отцом.
В Красной Армии в 1937—1940 годах и с 1941 года. В боях в Великую Отечественную войну — с 1941 года. Член ВКП(б)/КПСС с 1941 года.
Командир батальона 292-го гвардейского стрелкового полка гвардии майор Михаил Вишневский отличился в бою в ночь на 6 февраля 1945 года. Батальон, находясь в окружении, отбил все атаки противника у населённого пункта Гёлльнерхайн (ныне Гай-Олавский; юго-западнее города Олау, Нижняя Силезия, Пруссия — ныне г. Олава, Польша) и удержал рубеж на левом берегу Одера, создав тем самым благоприятные условия для дальнейшего наступления полка.
23 февраля 1945 года батальон Вишневского получил задачу овладеть опорным пунктом немецкой обороны деревней Вильмансдорф (ныне деревня Станиславув гмины Менцинка Яворского повята Нижнесилезского воеводства Польши). Преодолев горно-лесистую местность, батальон стремительным ударом овладел деревней и, развивая наступление, захватил господствующую высоту 442,2. Противник, не смирившись с потерей выгодных оборонительных рубежей, подтянул крупные резервы с танками и самоходными артиллерийскими установками и 24 февраля перешёл в контратаку. Ему удалось потеснить кавалерийские подразделения, прикрывавшие фланги батальона, и создать угрозу его окружения. В критической ситуации гвардии майор Вишневский, продемонстрировав железную волю, остановил отступающих кавалеристов и лично повёл их в бой. Враг был отброшен на исходные позиции, но М. Г. Вишневский погиб. Лишившись своего командира, батальон уступил давлению превосходящих сил противника и отступил. Тело Михаила Григорьевича было оставлено в деревне Вильмансдорф, вскоре занятой немцами. Вероятно, похоронен там же, в Станиславуве.

## Награды
- Звание Героя Советского Союза присвоено 27 июня 1945 года посмертно[1].
- Награждён орденом Ленина, двумя орденами Красного Знамени, орденом Кутузова 3 степени, Александра Невского, двумя орденами Красной Звезды и медалью «За оборону Сталинграда».

## Память
- Имя Героя носит переулок в селе Кочубеевское Ставропольского края.
- В 1968 году в сельском парке был установлен монумент, который в 1992 году был перенесен на центральную площадь в составе общего монумента погибшим воинам в Великой Отечественной войне.